# François Gérard
François Pascal Simon Gérard [ejtsd: zsérár] (Róma, 1770. május 4. – Párizs, 1837. január 11.) báró, francia festő. 

## Életútja
Gyermekkorában Párizsba került és ott Augustin Pajou szobrász tanítványa lett, de nemsokára a festészetre adta magát és David műtermébe lépett be. Már 1789-ben díjat nyert Józsefet megismerik testvérei című festményével. 1795-ben nagy feltűnést keltett a vak Belizárt ábrázoló festményével. Ezt követték: Psyche (1798, Louvre), Amor és Psyche, mely annak idején roppant népszerű volt, A négy életkor (1806), Homérosz, Az austerlitzi csata, IV. Henrik bevonulása Párizsba (1814), amelyért a bárói címet nyerte, udvari festővé és becsületrend lovagjává lett, Daphnis és Chloé (1824), X. Károly fölkenetése, Dögvész Marseille-ben, Lajos Fülöp a városházán, stb. A Bonaparte család kedvenc festője volt, de még a restauráció idejében is az első helyet foglalta el az udvarnál. Mintegy 300 képmásában megvan mindazon nagyságoknak a képe, akik a 19. század első negyedében Franciaországban szerepet játszottak. Kiváló női képmásai pl. Brongniart kisasszonyé, Visconti, Récamier asszonyé, stb. Képmásainak gyüjteményét maga kezdte kiadni 1826-ban ezen a címen: Collection des portraits historiques de Mr. le baron G., premier peintre du Roi, gravés e l'eau-forte par M. Pierre Adam, précédée d'une notice sur le portraits historique.

## Galéria

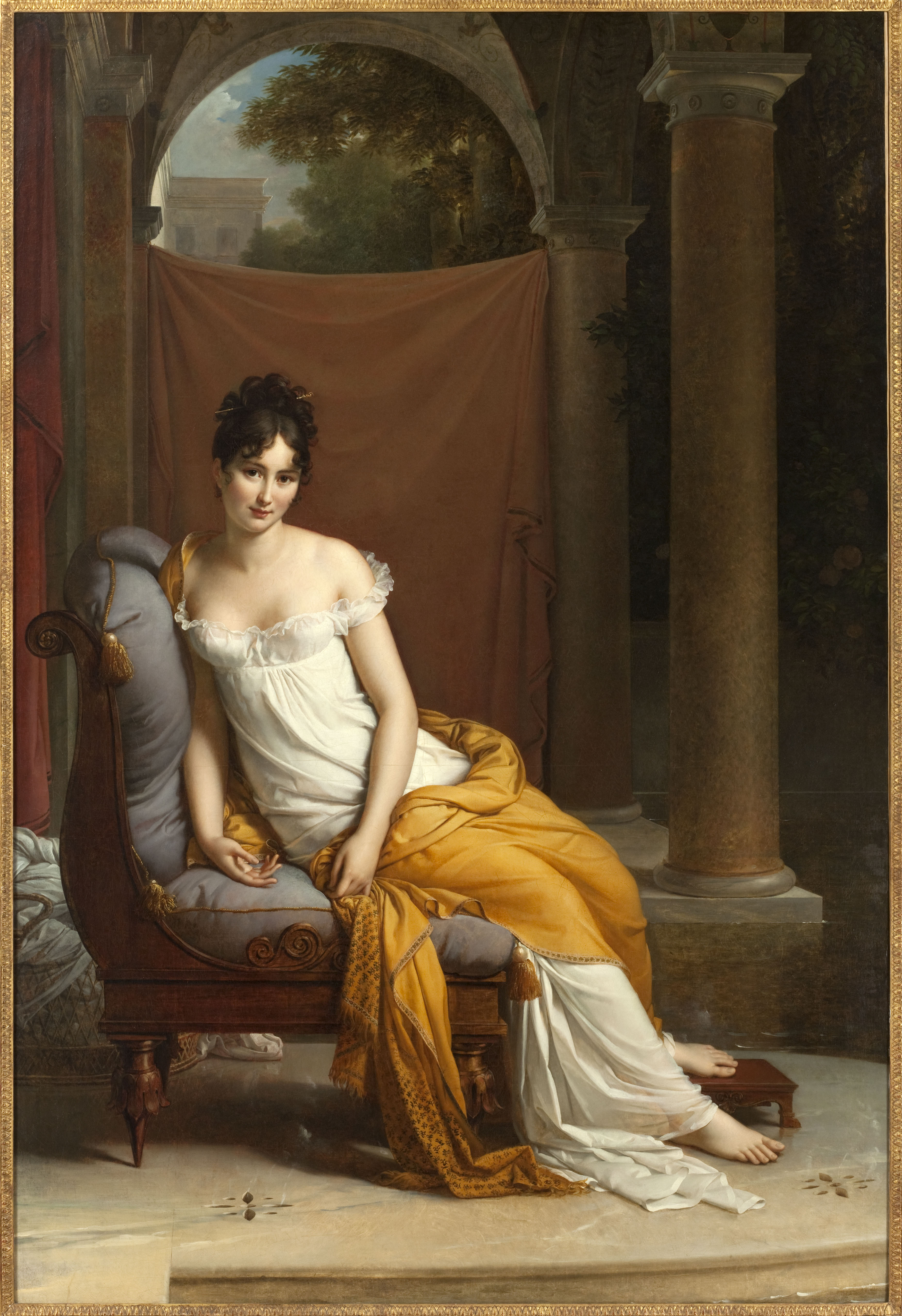
Juliette Récamier
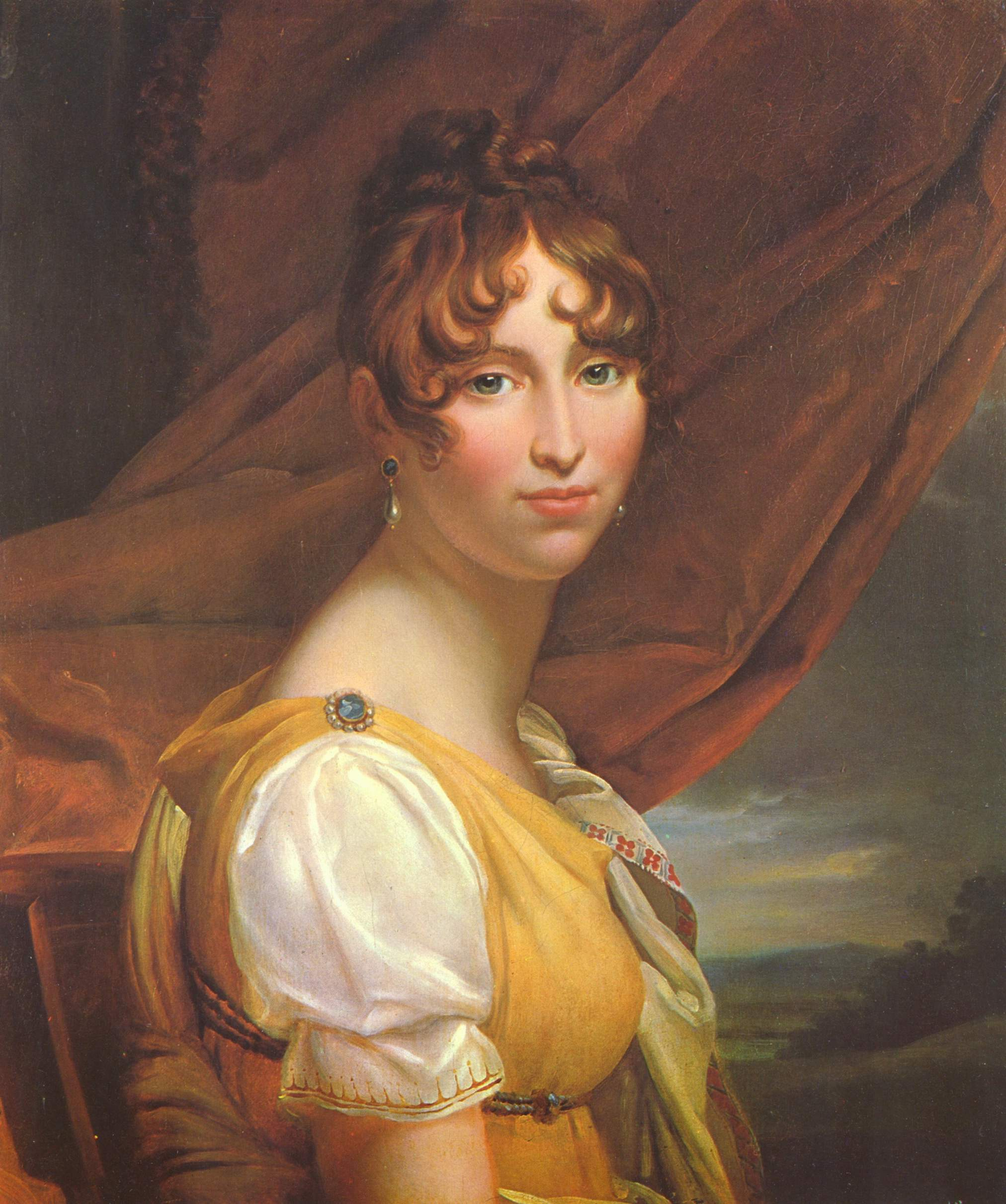
Beauharnais Hortenzia holland királyné
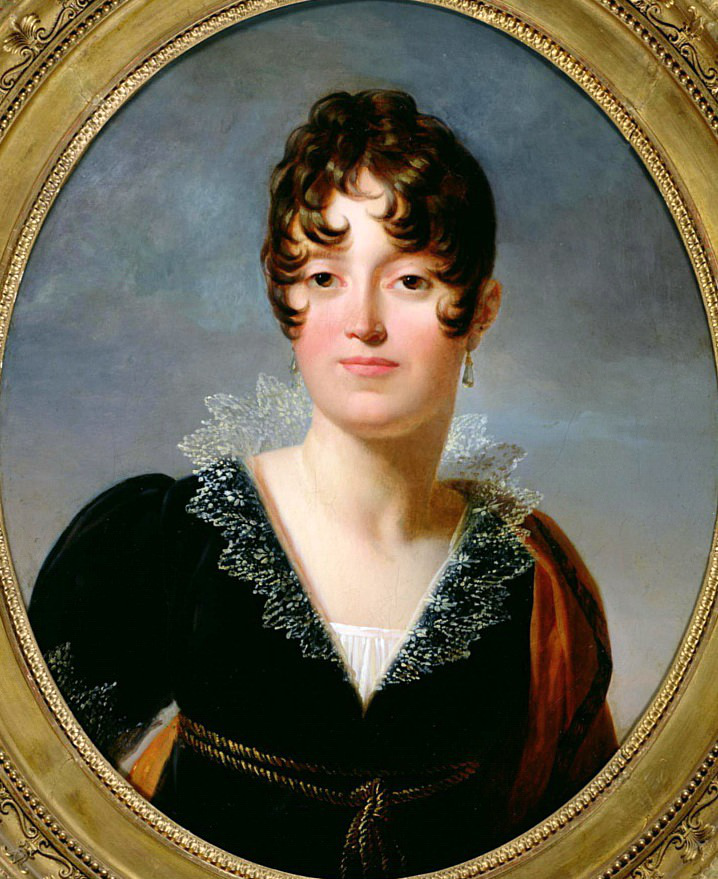
Dezideráta svéd királyné portréja
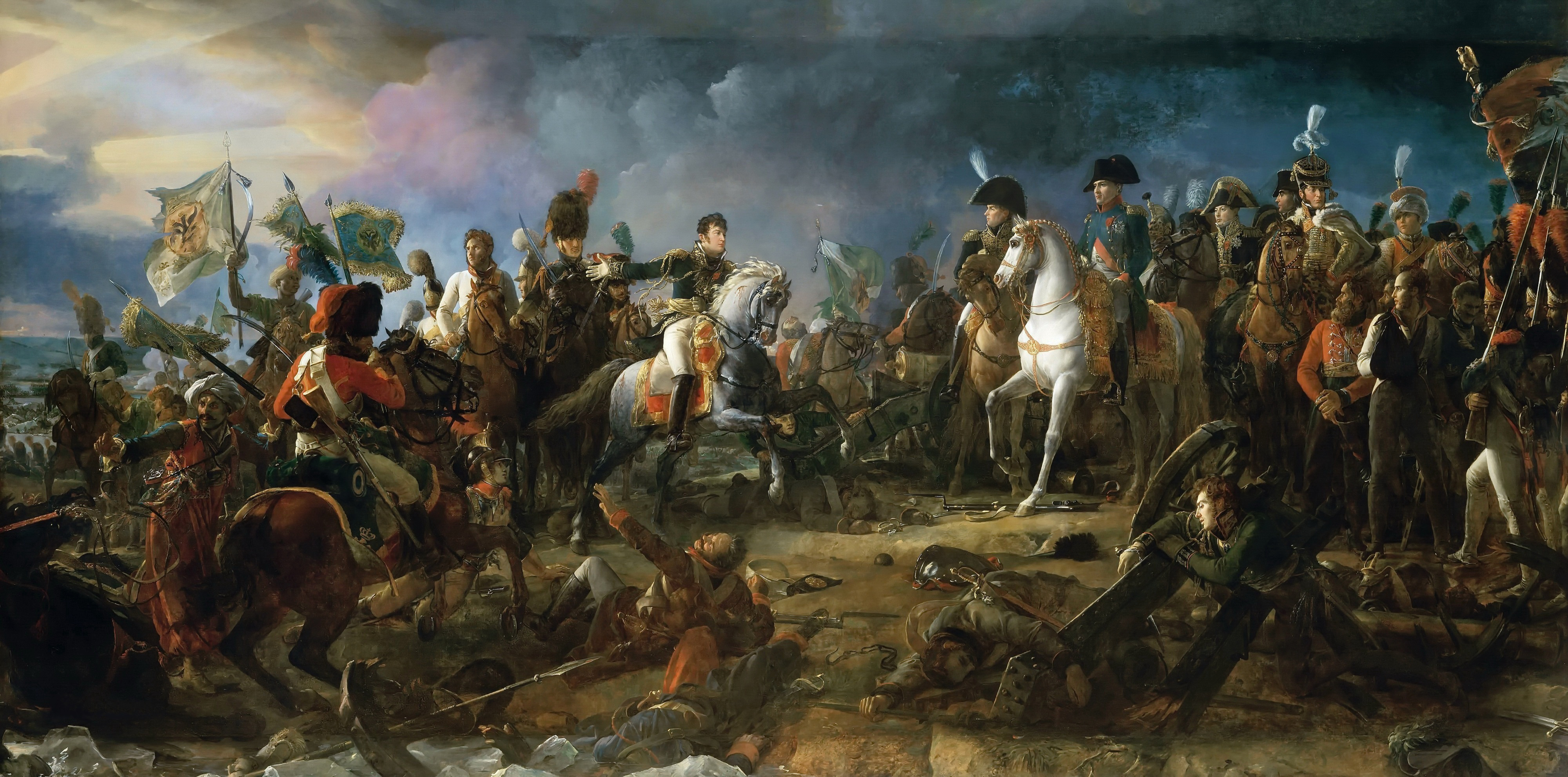
Napóleon az austerlitzi csatában
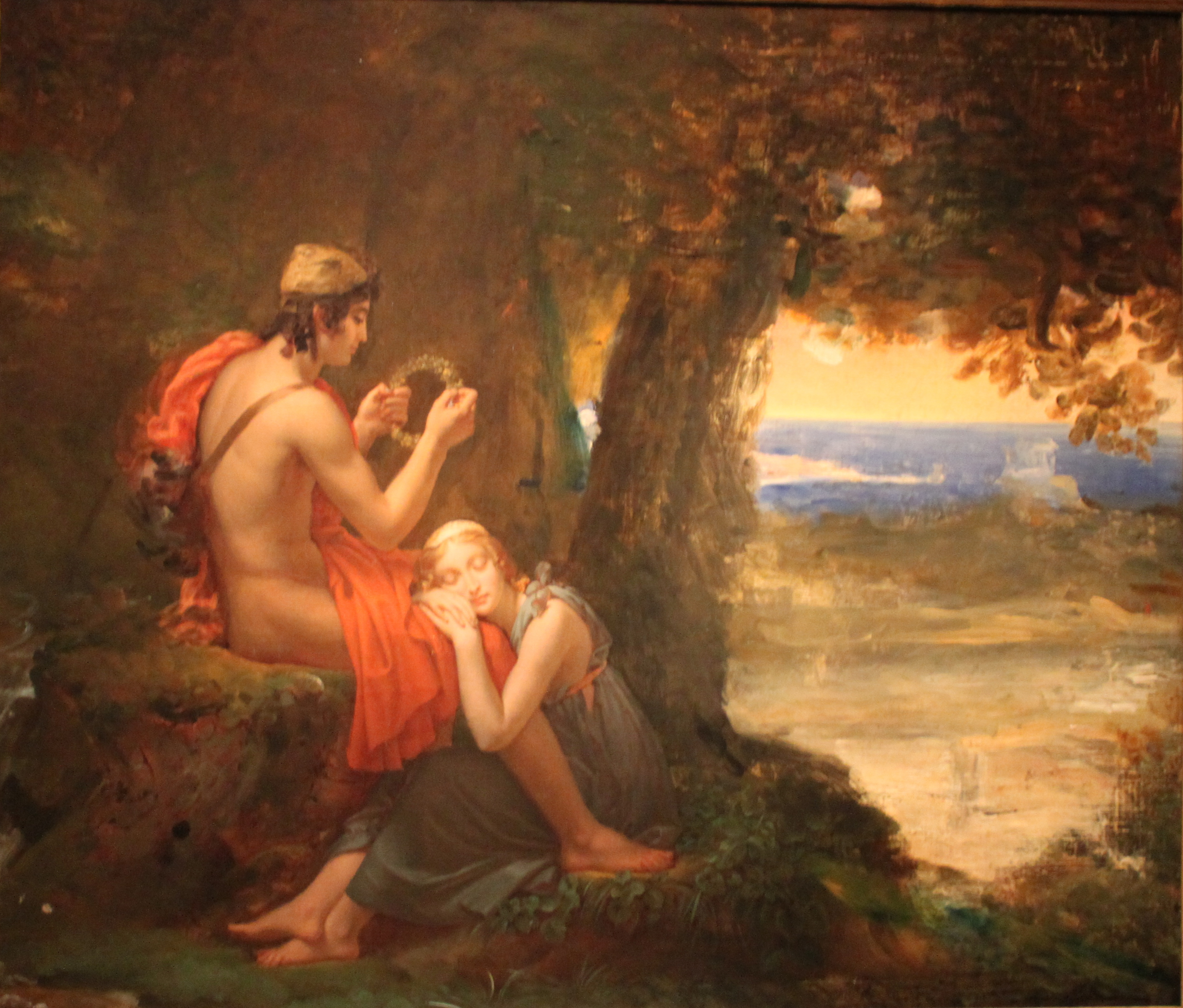
Daphnis és Chloé
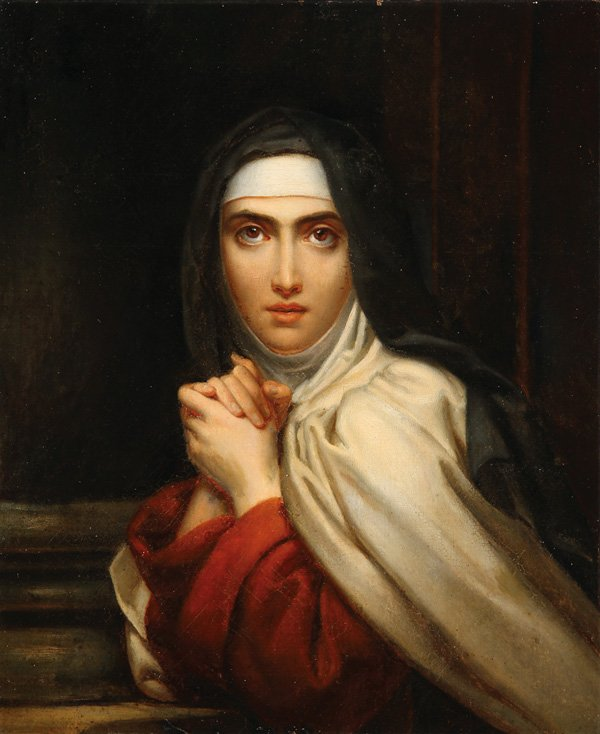
Ávilai Szent Teréz